# منتهی المقال فی احوال الرجال
منتهی المقال فی احوال الرجال کتابی از ابوعلی الحائری است 

## تصحیح
تصحیح این کتاب در سال ۱۳۷۴ منتشر و در مراسم کتاب سال جمهوری اسلامی ایران به‌عنوان کتاب برگزیده معرفی شد.